# Xã North Campbell No. 2, Quận Greene, Missouri
Xã North Campbell No. 2 (tiếng Anh: North Campbell No. 2 Township) là một xã thuộc quận Greene, tiểu bang Missouri, Hoa Kỳ. Năm 2010, dân số của xã này là 2.783 người.